# Vittorio Fiorucci
 (septembre 2022).
Si vous disposez d'ouvrages ou d'articles de référence ou si vous connaissez des sites web de qualité traitant du thème abordé ici, merci de compléter l'article en donnant les références utiles à sa vérifiabilité et en les liant à la section « Notes et références ».
Vittorio Lodovico Fiorucci, né le 2 novembre 1932 à Zara en Italie (aujourd'hui Zadar en Croatie) et mort le 27 juillet 2008 à Montréal, au Canada, mieux connu sous son prénom Vittorio, est un affichiste québécois d'origine italienne.
Il se démarque par ses multiples talents et sa polyvalence : d’abord comme affichiste, ce qui lui permet de se faire connaître, puis comme designer graphique, écrivain, caricaturiste, photographe, scénariste, bédéiste, illustrateur, éditeur et sculpteur. Il a surtout œuvré au Québec à partir des années 1950, où il s’est démarqué par ses personnages aux formes simples et aux couleurs vives mises au service des causes humanitaires, sociales et politiques ainsi que pour des images de marque (événements culturels et institutions corporatives). Il a travaillé entre autres pour Bell et le Festival Juste Pour Rire. Ses œuvres sont présentes aujourd’hui dans plusieurs musées et il est principalement reconnu dans le milieu des arts comme l'un des plus grands affichistes québécois.

## Biographie
Vittorio Fiorucci est né le 2 novembre 1932 à Zara, sur la côte Dalmate qui était à l’époque un territoire italien (aujourd’hui nommé Zadar). Il est fils unique de deux parents italiens, sa mère Rosina Principi et son père Lodovico qui était un garde-côte. Pendant la Seconde Guerre mondiale, vers la fin de l'année 1943, sa famille fuit la région dévastée et retourne à Venise dans la ville natale de son grand-père. Dans la cité des Doges, il est difficile pour Vittorio de s’intégrer, car il était considéré comme un étranger même si son père était lui-même originaire de Venise et sa mère de Rome. Après la guerre, il étudie au collège de Brindisi. Il parvient tout de même à se démarquer et gagne plusieurs prix d’écriture. En 1951, à 19 ans, il décide de partir à l’aventure, sans diplôme ni formation professionnelle. Il souhaite alors voyager et devenir écrivain. Il apprend qu’une entente avec le Commonwealth offre la possibilité d’émigrer vers le Canada ou l’Australie. Son premier choix s’arrête d'abord sur l’Australie, mais un fonctionnaire ayant égaré ses papiers, il se retrouve finalement au Canada. Quand il arrive à Halifax le 6 décembre 1951, les autorités ont élaboré un système de classement des gens qui consistait en une division en deux colonnes : ceux de gauche doivent partir à destination de Toronto et ceux de droite à Montréal. C'est donc par pur hasard que Vittorio se retrouve à Montréal. Pour lui, c’est le destin qui l’y envoyait. Il est d’abord obligé de passer quatre mois en quarantaine, selon la procédure, et c’est à cet endroit qu’il commence son art en formant une troupe de théâtre et en performant devant ses compagnons de quarantaine.
Vittorio se marie pour la première fois le 29 mai 1955 avec Yolande Charron. Le mariage ne dure pas très longtemps puisqu’en 1956, il la quitte pour Chantal Raclot. Il se marie avec elle le 8 juillet 1959 et leur fils Daniel est né le 1er janvier 1960. Après une deuxième rupture, Vittorio fait connaissance de plusieurs autres femmes. Sa dernière compagne est Judith, avec qui il a demeuré de 1999 jusqu’à la date de son décès.
Vittorio connaît une carrière d’affichiste exceptionnelle tout au long sa vie et est considéré comme l’un des dix grands créateurs des années 60 qui ont marqué le Québec. En janvier 2004, il a son premier accident vasculaire cérébral (AVC). Il a à peine le temps de s’en remettre qu’un deuxième AVC le plonge dans un état de mauvaise santé. Il exerce plusieurs efforts pour réapprendre son art et développer un nouveau style afin de continuer à partager ses idées. Il meurt le 27 juillet 2008, à l’âge de 75 ans, d’un troisième accident vasculaire cérébral. Il est enterré au Cimetière Notre-Dame-des-Neiges, à Montréal.

### Carrière et œuvres
À son arrivée, la barrière linguistique l’empêche de poursuivre sa carrière d’écrivain. Il ne parle ni le français, ni l’anglais. Pour combler son désir de s’exprimer, il se concentre sur le dessin. Il commence par avoir quelques petits emplois. Il ramasse entre autres des balles de golf et travaille un moment dans l’industrie du tabac en Ontario. Puis, la compagnie Eaton voit ses dessins et décide de l’engager pour faire des vitrines. Il est congédié deux mois plus tard. Dans la petite Europe (terme qui désignait le Vieux-Montréal à l’époque), il rencontre Guido Molinari, Jean-Paul Mousseau et Gilles Groulx.
Pour se faire connaître, il crée des affiches fictives pour une prétendue Exposition internationale d’art pornographique. Il réalise entre autres l’affiche très connue dans laquelle il illustre le sexe féminin par une serrure surmontée d’un nombril arborant une moustache. En 1958, trois de ses photographies sont sélectionnées pour faire partie de l’exposition internationale World’s Greatest Photographers. Son premier contrat est un projet qu’il conçoit au printemps 1962 pour annoncer la visite de Norman Mailer à Montréal. Il réalise ensuite, en 1964, une affiche pour le long métrage de Claude Jutra À tout prendre et celle-ci remporte plusieurs prix, dont le Grand Prix du cinéma canadien et le prix Graphica 64. Sa carrière d’affichiste est alors lancée. Il travaille comme designer graphique en créant une identité visuelle ainsi que cinq affiches en sérigraphie pour les boutiques Le Château au début des années 1970. À cette époque, le monde du cinéma (films et festivals) se l’arrache. Il devient directeur artistique pour le Festival international du film de Montréal (aujourd’hui devenu le Festival des films du Monde) de 1964 jusqu’en 1967. Durant cette période, il tente également de faire revivre l’art de rue comme dans les traditions européennes.
Vittorio réalise plusieurs projets photographiques au cours des années 70, tel qu'Un jour on Crescent Street où l’on retrouve 155 photographies montrant dans leur quotidien ses amis et plusieurs lieux. Il fait aussi des photographies et des dessins pour la revue érotique Proscope.
De nature très dépensière, Vittorio utilise tout son argent pour faire la fête et manger dans les restaurants. Les créanciers le poursuivent plusieurs fois et, en 1972, il séjourne en prison pendant une semaine pour avoir trop d’amendes impayées. Cela le marque énormément et il fait une série de dessins sur son passage à la prison de Bordeaux.
Sa carrière prend de l'envergure quand, en 1976 et en 1977, il remporte une vingtaine de prix à la Graphic Art Exhibition de Chicago. Il fait quelques bandes dessinées pour la revue Nous, fondée en 1973 par René Homier-Roy et pour le journal Balloune. C’est dans ce journal qu’il crée le personnage de Victor. La créature verte devient la signature graphique du Festival Juste pour rire en 1983. Entretemps, il réalise deux pochettes de disque pour le groupe rock Offenbach : Traversion (1978) et Coup de Foudre!! (1981). En 1980, l’Encyclopædia Universalis déclare Vittorio comme l’un des meilleurs affichistes au monde. Pendant cette même décennie, il dessine beaucoup de robots et de jouets. En effet, comme il n’a pas eu la chance d'avoir énormément de jeux dans sa jeunesse, il développe une obsession pour les jouets antiques. Pour Vittorio, le jouet reflète une esthétique de poésie de l’enfance qui le fascine. Par la suite, on reconnaît sa signature graphique dans ses réalisations pour l’Opéra de Montréal (1990), le Salon des métiers d’art (2000-2001) et le Festival de montgolfière de St-Jean-sur-Richelieu (1997-2000). Il reçoit durant cette période plusieurs honneurs comme le prix de Moebius en 1998 de l’international Advertising Awards de Chicago et le prix Hommage 2000 de l’Association canadienne des photographes et des illustrateurs en communication (CAPIC). Il a aussi réalisé sept couvertures pour le Time magazine. « Un de ses clichés les plus célèbres est certainement cette photographie de Geneviève Bujold qui a fait la couverture du Time Magazine, en septembre 1970 », se souvient le caricaturiste au quotidien Le Droit Guy Badeaux, qui a très bien connu Vittorio durant ces années-là.
Vittorio a également travaillé sur un livre intitulé Vittorio’s Dog Book. Le livre contient plusieurs dessins qu’il a faits lors des années 70, mais qu’il jugeait trop obscènes pour l’époque. En effet, l’ouvrage est composé de dessins de chiens mélangés à des parties anatomiques masculines créant des scènes assez osées. C’est pour cette raison que le livre voit seulement le jour en 2002.
En 2005, il est réalisateur et scénariste de La saison perdue, un film jeunesse portant sur le thème de Noël.
La toute dernière affiche de Vittorio est réalisée en 2008 pour un de ses amis proches, le photographe Michael Flomen. Selon lui l’amitié entre hommes est la seule chose qui dure et c’est pourquoi il lui fait cadeau de sa dernière création.

## Styles
Vittorio utilise deux directions majeures d’expression : les formes abstraites et les récits narratifs à l’aide de personnages fantastiques. Ses deux directions ne se rencontrent jamais. De façon générale, le langage universel, les messages clairs et percutants, la force de ses propos ainsi que la magie des formes et des couleurs permettent à son travail de faire le tour du monde à travers de multiples rétrospectives.
Sur le plan formel, son œuvre se caractérise plus précisément par la simplicité de la ligne, l’économie de mouvement, des fonds de couleurs éclatantes et des perspectives imaginaires. « Sa ligne claire et angulaire, reconnaissable entre mille, se distingue aussi par sa capacité étonnante à traverser les époques sans prendre une ride. » Ses œuvres ne correspondent pas à un courant artistique particulier. C’est d’ailleurs pour cette raison qu’elles traverseront facilement les époques. « Je ne mets jamais de date sur mes affiches et il est très difficile aujourd’hui de dire leur âge. Je suis assez fier de cela », dit-il.
Il se démarque également par la maîtrise du récit visuel et cognitif, par des personnages fantastiques exprimant ses multiples états d’âme, des situations cocasses ou mystérieuses, des clins d’œil cyniques ou humoristiques, une absence de censure et des dialogues muets. L’utilisation de personnages récurrents et empreints de personnalité démontre les influences de la bande dessinée sur le travail de Vittorio. Par exemple, il est principalement apprécié pour son personnage Victor qui devient la mascotte du Festival Juste pour Rire. Il est également possible de remarquer une évolution marquée dans le style de ses personnages. « Au début, les personnages de Vittorio sont privés de bras. Mais rapidement, se manifeste une gestuelle usant d'un bras et d'un doigt qui pointent de manière impérieuse. Sans doute une trace du caractère volontaire, décidé, voire autoritaire de Vittorio. » L'œil est aussi un élément important dans la mise en scène de ses personnages. On le remarque surtout dans ses affiches de cinéma. « Vittorio pose un regard tantôt tendre et amusé, tantôt interrogateur, critique ou féroce sur le monde qui l'entoure. » explique Mark H. Choko, auteur du livre Dans l'œil de Vittorio.
On le décrit également comme un artiste perspicace, doté d’une mémoire visuelle aiguisée, d’une perception exacerbée des comportements humains, d’une imagination sans limites et d'expériences de vie inspirantes. Il avait une façon particulière de travailler, très spontanée. On le voit souvent dessiner dans les lieux publics, esquissant sur des serviettes ou napperons de restaurant. Grand perfectionniste, il ne tolère aucune erreur dans ses œuvres et recommence si elles ne sont pas parfaitement à son goût.
Vittorio aimait bien travailler la femme dans ses œuvres. Elle a toujours été un sujet important dans son travail. Il est possible de la retrouver dans plusieurs de ses affiches et parfois de manière plutôt controversée. En effet, en 1966, on lui confie la création d’une affiche pour l’exposition de Robert Roussil dans laquelle il illustre des détails anatomiques assez provocateurs. Le Musée qui tenait cette exposition a même été contraint de retirer l’affiche de l’exposition en question.
Vittorio adorait également les chats, il en a eu tout au long de sa vie et ceux-ci se retrouvent dans plusieurs de ses œuvres.

## Philosophie
Vittorio était un homme proche de la scène culturelle. On le voyait souvent dessiner devant les gens, dans des cafés artistiques comme La petite Europe ou l’Échourie. Il aimait ces lieux parce qu’il s’y sentait à l’aise et qu’il adorait la compagnie des gens. Dans ces cafés, il rencontre beaucoup de personnes qui deviennent des amis très proches et ses rencontres lui apportent de nouvelles opportunités dans sa carrière. Il apprécie également le nightlife montréalais. « C’était un gars de party, dit le caricaturiste de La Presse, Serge Chapleau. […] toujours présent sur la scène montréalaise. Un incontournable. Un têtu, comme tout bon artiste. Il tenait à son style, immédiatement reconnaissable. »
Il est un pionnier en Amérique du Nord de la notion d’affiche en tant qu’art public, qu’il appelle aussi l’art de la rue. La communauté de la métropole québécoise était une de ses sources d’inspiration. Ses affiches apportent ainsi un soutien à la culture et enrichissent le quotidien de la communauté. Anticonformiste, il démontre que l’affiche peut être provocatrice. Revendiquant le côté commercial de l’affiche, il préconise cet espace d’affichage en milieu social comme étant un moyen de communication esthétique et une manière de soutenir une position sociale. Vittorio a dit : « Il y a des gens qui disent qu’une affiche, ce n’est pas de l’art. Moi, j’ai toujours eu la conviction que c’était la forme d’art la plus près des gens. »
Pour ce maître affichiste, les valeurs humaines et sociales exploitées dans ses œuvres poussent le spectateur de la rue à se sentir interpellé. Selon lui, plus la perception du spectateur se rattache à l’environnement quotidien, plus elle le sensibilise. Chez Vittorio se trouve aussi l’idée complémentaire au concept précédent, l’artiste-citoyen. Cette pensée remet en question le stéréotype de l’artiste. Vittorio croit qu’en utilisant les approches contemporaines médiatiques comme les techniques d’imprimerie, la télévision, l’ordinateur, etc., il peut accroître et prolonger la visibilité de son message artistique. Un média comme l’affiche doit découler d’un parfait équilibre entre la sensibilité artistique du créateur et la réalité sociétale (contraintes techniques comme le budget, le format, le sujet, etc.). Il est donc important de créer une collaboration équilibrée entre le client, l’imprimeur et le typographe. Ainsi, l’artiste supervise tous les points dans le processus et cette façon de faire devient une partie intégrante de son déploiement créatif. Lorsqu’elle est maîtrisée, la notion de l’artiste-citoyen l’empêche d’être soumis à des contraintes extérieures. Ceci lui donne la motivation nécessaire vis-à-vis de l’art et de la communication.[réf. souhaitée]
Pour Vittorio, l’art, l’humour et l’engagement social sont les aspects indispensables à la communication en société. En incorporant ces qualités, on donne à l’affiche une âme et un côté universel qui rejoignent un maximum de personnes, contrairement aux affiches commerciales marchandes. De plus, Vittorio est un artiste engagé qui fait énormément d’affiches pour les causes qui lui tiennent à cœur comme la paix, l'environnement, l’anti-nucléaire, la libération des femmes et plusieurs autres. Par exemple, il a l’honneur d’être le seul canadien à concourir avec de grands artistes internationaux pour l’affiche de la Conférence de Kyoto.[réf. souhaitée]
Vittorio a toujours souhaité être écrivain et faire l’écriture de petites histoires, mais il était bloqué par les barrières de la langue. Vers la fin de sa carrière, il disait qu’il avait tout de même réussi à écrire les histoires qu’il voulait, mais pas de la manière dont il l’avait imaginé au départ. En effet, il affirme que l’affiche est après tout une histoire en soi. Il a expérimenté plusieurs formes d’arts tout au long de sa carrière, car, selon lui, il vaut mieux se perdre dans toutes ses passions que d’en sacrifier une seule.[réf. souhaitée]

## Héritage
Autant par sa carrière d’affichiste que par le personnage qu’il était, Vittorio garde une place importante dans la culture montréalaise. Ses créations peuvent être admirées dans plusieurs musées d’art contemporain, dont le Museum of Modern Art (MOMA) à New York. « Ça prend un coup de crayon assez fort pour réussir à traverser comme ça les époques», affirme Philippe Lamarre, vice-président de la Société des designers graphiques du Québec, mais aussi pour se retrouver au cœur de plusieurs rétrospectives. Il est d'ailleurs l'objet d'une exposition complète au Musée national des beaux-arts du Québec (MNBAQ), où Vittorio a été à l’honneur en 2003 et au musée McCord du 25 septembre 2015 au 10 avril 2016. Plusieurs de ses créations font également partie de la collection permanente du Museum of Modern Art de New York et de celle du Musée d’art contemporain de Montréal. Ses 300 œuvres sont des sources d’inspiration constante pour les artistes et les publicitaires.
Vittorio ne faisait qu’un avec ses œuvres. L'exemple du Festival Juste Pour Rire le démontre bien : « C’était impossible, dit Gilbert Rozon. Juste pour rire grossissait, c’était notre marque de commerce. Ou Vittorio nous le vendait ou bien on changeait de logo. Il a préféré nous le vendre, mais il en a ressenti de la frustration, comme si son personnage n’était plus dans sa vie. »4  En effet, la mascotte Victor était pour Vittorio une autobiographie, une caricature qui a évolué pendant plus de 40 ans. Il disait que ce personnage était une partie de lui-même. « On lui doit la popularité du Festival », affirme le créateur du festival JPR, Gilbert Rozon, en parlant du petit bonhomme vert, qui sert de mascotte au Festival. Malgré le fait qu'elle a été redessinée en 2005 par Alan Best de l’agence Cossette, il est toujours possible de l’associer au style de Vittorio. Depuis 2007, la mascotte a même une femme nommée Rose reprenant le style graphique de Vittorio.
Il a imposé l’art de la rue à Montréal. Ses notions d’art de la rue rendaient ses messages universels dans le but qu’un analphabète ou qu'une personne plus éduquée aient la même compréhension du message. Même après son décès, Vittorio reste un grand représentant de l’affiche au Québec et au Canada. Il est reconnu dans le monde entier. Mort pauvre, il dépensait plus qu’il gagnait et il était très généreux. « Il était l’un des plus grands affichistes au monde, dit Danielle Roy, designer et membre de l’équipe Juste pour rire. Il n’a pas eu toute la reconnaissance internationale qu’il méritait. Il avait vraiment choisi d’être affichiste plutôt que peintre ou photographe, ce qu’il a d’ailleurs déjà été. Il aimait cette idée d’être vu dans la rue. Il dessinait tout à main levée, il découpait très proprement. Vittorio attaquait en direct la ligne droite. J’aimais le regarder dessiner. C’était fascinant.»[réf. souhaitée]

## Distinctions
- 1964 : Czech International Poster Contest - Premier prix ;
- 1976 : Chicago‘76 Graphic Arts Exhibition - Premier prix ;
- 1976 : Chicago‘76 Graphic Arts Exhibition - Deuxième prix ;
- 1978 : Chicago‘78 Graphic Arts Exhibition - Premier prix, best of the show ;
- 1979 : Toronto Art Director’s Club Exhibition - Prix d’excellence ;
- 1980 : Encyclopædia Universalis - Reconnaît Vittorio comme l’un des meilleurs affichistes au monde ;
- 1998 : International Advertising Awards de Chicago - Prix Mobius ;
- 2000 : CAPIC (Association canadienne des photographes et des illustrateurs en communications) - Prix Hommage ;
- 2001 : Institut de Design Montréal - Prix Sam-Lapointe;
- 2008 : Société des designers graphiques du Québec - Élu Membre honoraire.